# Circuito sequenziale
Un circuito sequenziale (o anche rete sequenziale) è un circuito i cui valori di uscita non dipendono soltanto dai valori di ingresso correnti, ma anche da quelli precedenti . Questa la differenza rispetto a una rete combinatoria, che invece non tiene traccia della sequenza passata di input. In altre parole, un circuito sequenziale ha una nozione di stato (memoria), mentre un circuito combinatorio no.
In elettronica digitale rappresenta il modello più generale di circuito, composto da n ingressi e m uscite entrambe funzioni del tempo.

## Descrizione
Risulta allora necessario che le informazioni debbano essere memorizzate o registrate per essere poi utilizzate. L'elemento di memorizzazione elementare è il flip-flop, del quale esistono diversi tipi. Ma la cosa più importante per il funzionamento dei circuiti sequenziali è la temporizzazione, per diversi motivi: innanzitutto perché i circuiti sequenziali utilizzano macchine sequenziali, che sono per antonomasia le teorizzazioni dei dispositivi elettronici praticamente utilizzati. A tale scopo diciamo solo che una macchina sequenziale ha un numero di stati interni e una serie di regole che attraverso i valori degli ingressi e attraverso la mappa di transizione danno la mappa delle uscite, tutte quantità che dipendono dal tempo.
I circuiti sequenziali si distinguono in sincroni ed asincroni.
Per quanto riguarda i circuiti digitali sincroni, la temporizzazione è essenziale; essi sono pilotati da impulsi di riferimento temporale (clock).

### Rappresentazioni possibili
Ogni sistema sequenziale può essere rappresentato in tre forme equivalenti:
- Tavola degli stati/uscite
- Diagramma degli stati
- Funzione di transizione degli stati e funzione delle uscite